# Dolichopeza (Trichodolichopeza) panda
Dolichopeza (Trichodolichopeza) panda is een tweevleugelige uit de familie langpootmuggen (Tipulidae). De soort komt voor in het Afrotropisch gebied.